# Yoü and I
«Yoü and I» (с англ. — «Ты и я»; по тексту «Тебя и меня») — сингл американской певицы Леди Гага из её альбома Born This Way, выпущенного 23 мая 2011 года. Песня была записана Леди Гагой при сотрудничестве с Робертом Джоном «Матт» Ланжем и представляет собой пауэр-балладу, в которую включены семплы песни «We Will Rock You» группы Queen, а гитарные партии в песне записал их гитарист Брайан Мэй. Премьера песни «Yoü and I» состоялась в июне 2010 года во время выступления Гаги на приёме у Элтона Джона. Кадры с того выступления попали в интернет и получили немало положительных отзывов и Гага решила включить песню в свой сет-лист тура Monster Ball. Позже Гага исполнила песню на американском шоу «Today» в июле 2010 года и на шоу Опры Уинфри в мае 2011 года.
В десятом сезоне телешоу American Idol участница Хэли Рейнхарт исполнила «Yoü and I» в мае 2011 года, до её официального релиза, и получила положительные отзывы. Позднее она её записала и выпустила в качестве эксклюзивного сингла для iTunes Store, также эта версия вошла в сборник American Idol Top 5 Season 10.
После выпуска альбома песня вошла в чарт UK Singles Chart под номером 89. «Yoü and I» Также она достигла 27 позиции в чарте Canadian Hot 100 и 36 в Billboard Hot 100.
16 августа вышел клип на данную композицию.
В 2012 году композиция была выдвинута на соискание «Грэмми» в номинации «Лучшее сольное поп-исполнение», но проиграла синглу Someone like You британской певицы Адель.

## Обзор
«Yoü and I» была написана Леди Гагой и спродюсирована ей же в сотрудничестве в Робертом Джоном «Матт» Ланжем. В песне использованы семплы ударных из песни Queen «We Will Rock You» (1977), а их гитарист Брайан Мэй сыграл партию гитары. Ещё до указания состава участников, в апреле 2011 года, Гага заявила, что к производству песни привлечён «кое-кто легендарный». Гага является большой фанаткой Queen, свой псевдоним она взяла в честь их песни «Radio Ga Ga», и призналась, что каталась по полу от радости, когда узнала, что Мэй согласился на сотрудничество. Для придания вокалу грубости Ланж настоял на том, чтобы Гага записала его во время гастролей. Позже Гага говорила, что во время записи песни у неё было около 30 сигарет и пара стаканов виски Jameson. Однако Ланж был полностью удовлетворён окончательным результатом.
Впервые песня была исполнена в июне 2010 года во время выступления Гаги на приёме у Элтона Джона, названном White Tie and Tiara Ball (с англ. — «Бал Белого галстука и Тиары»). Тогда Леди Гага заявила: «Это чудесная новая запись, которую никто прежде не слышал… никогда. И я никогда её не исполняла вживую» («This is a brand-new record that no one’s ever heard before … ever. And I’ve never, ever played it live, ever»). Также она отметила, что песня была написана в Нью-Йорке на фортепиано и добавила, что эта рок-н-ролльная песня может никогда не быть выпущена в качестве сингла, но очень дорога её сердцу.
Кадры с того выступления вскоре попали в интернет и получили немало положительных отзывов, благодаря чему Гага решила добавить песню в сет-лист тура Monster Ball.

## Композиция
Sony/ATV Music Publishing назвали «Yoü and I» дэнс-поп песней, сыгранной в медленном темпе, 60 ударов в минуту. Она была написана в тональности Ля мажор, и на протяжении песни голос Гаги меняет диапазон с E3 на C♯6. Изменение гармонии в куплете: A-Hm-D-A, в припеве: A-G-D-A. Заметив различия между концертным исполнением песни и её студийной версией, Нил Маккормик из The Daily Telegraph написал: «Партии фортепиано были заменены на шипящие синтезаторные, топающим ритмом из семпла Queen „We Will Rock You“, громовыми гитарами и бэк-вокал превратился мерцающую хоровую стену» (англ. "Piano parts have been replaced by fizzing synths, a stomping beat sampled from Queen's "We Will Rock You", thundering electric guitars and backing vocals stacked into shimmering choral walls"). Также «Yoü and I» содержит влияние рок-н-ролла и кантри.
Музыкальный критик Китти Эмпайр описала песню как «цифровую кантри-пауэр-балладу, носящую умлаут» (англ. "umlaut-toting digital country power ballad") с отсылками к двум песням Брюса Спрингстина: «Born to Run» и «Nebraska». Саксофонист аккомпанирующего Спрингстину состава E Street Band Кларенс Клемонс, участвовал в записи песен «Hair» и «The Edge of Glory», вошедших в этот альбом Гаги. Через некоторое время после его выпуска Клемонс умер от инсульта в возрасте 69 лет. В тексте также есть упоминание песни Нила Янга «Heart of Gold», её спел любовник героини на её день рождения. Умлаут над буквой u мог быть отсылкой певицы к группе Mötley Crüe, чьей фанаткой является Гага. Песня «Boys Boys Boys» из её предыдущего альбома The Fame была написана в качестве дани памяти их песни «Girls Girls Girls».

## Отзывы критиков
Песня получила всеобщее признание критиков. После исполнения песни на White Tie and Tiara Ball, Лиа Гринблэтт из Entertainment Weekly похвалила песню и сравнила с медленно горящей свечой в кабаре. Нил Маккормик, отметивший различия между концертной и студийной версиями песни, охарактеризовал студийную версию как «более внушительную, смелую и менее экспрессивную сочинённую специально для радио рок-балладу, побуждающую на хлопание во время исполнения на стадионах. Это не музыка для андерграунда: это яркий, глянцевый мейнстримовый поп-рок, ретро классика восьмидесятых которой она может соблазнить зрелых рокеров» (англ. "bigger, bolder and less quirkily emotive, a custom-built radio rock ballad to induce hand claps in packed stadiums. This is not music for the underground: it is cheesy, high-gloss, pop rock for the mainstream middle, a kind of instant Eighties retro classic to seduce middle-aged rockers – possibly the last demographic to remain sceptical about her appeal.") Джоди Росен из журнала Rolling Stone назвал песню исповедальческой пауэр-балладой со страстным вокалом, использующим приём буря и натиск (англ. "with a torrid, sturm und drang vocal turn"). В своей рецензии для The Guardian Тим Джонс предположил, что изначальной целью Гаги было создание современной «Hey Jude», но в результате получилась обрюзгшая версия «All Around the World» Oasis. Дэн Аквиланте из The New York Post написал наименее благоприятную рецензию на альбом Born This Way, но похвалил «Yoü and I», назвав её «единственной качественной мирской» песней с альбома, в чём заслуга Ланжа. Китти Эмпайр назвала песню непохожим на другие песни Гаги сердечным моментом певицы и попыткой стать не только «аватаром арт-диско», но и исполнителем американских баллад. Кейт Салливан из газеты The Dartmouth написала, что «Yoü and I» может быть является наиболее искренней песней Гаги на данный момент.

## Обложка сингла
На обложке сингла Леди Гага предстаёт в образе своего альтер эго — Джо Кальдерони, в котором она появилась около года назад на обложке журнала Vogue.

## Музыкальное Видео
Видео на песню «Yoü and I» было снято в Небраске.
16 августа вечером в интернет слили около 50 кадров из нового видео Гаги. Это сделал некий Тоби. Гага сказала, что выпустит видео тысячным твитом, и, когда увидела, что кадры слиты, написала 3 сообщения со словами: «Fuck»; «Thurs»; «Day». Оставался один твит до премьеры.
Спустя час видео слили на интернет-портал YouTube. Произошла утечка.
Затем Гага написала тысячный твит, состоялась официальная премьера клипа.

### Сюжет
Клип начинается с Гаги, одетой в черные одежды, солнцезащитные очки, её ноги сбиты в кровь, её рука похожа на руку робота. Она идет по пустынной дороге в Небраску, после нескольких лет отсутствия. Gaga выходит с мороженым из фургона, но она внезапно падает и беззубый мужчина с куклой в руках начинает смеяться над ней. Следующие кадры начинаются с воспоминаний Гаги: свадьба, пытки со стороны любимого человека, сарай и находящийся внутри него резервуар для воды. Кадры показываются в быстром темпе. Песня начинается, когда камера медленно изменяет масштаб изображения Гаги, которая стоит, наклонившись вперед. После исполнения первой половины куплета сцена меняется на момент, где Gaga, с небольшим количеством макияжа, серым цветом волос, в белом платье, играет на фортепиано в середине кукурузного поля, а её мужское альтер эго, Jo Calderone сидит сверху на фортепиано, куря сигарету. Когда Calderone подтягивает рукава, Гага показана идущей по пустынной дороге и поющей припев песни.
Во втором куплете сумасшедший ученый подвергает пыткам Гагу, которая одета в жёлтое платье, также на ней очки из колючей проволоки. В других кадрах Гага показана в чёрном открытом костюме и бирюзовыми волосами, танцующей с группой девушек в сарае. Когда начинается второй куплет, Гага показана как Русалка Yuyi с жабрами на её лице и шее, она лежит в ёмкости с грязной водой. Похоже, безумный ученый создал Yuyi из человека. В конце припева камера приближается к Гаге-брюнетке внутри резервуара для воды, когда она поет «You and I» на пустынной дороге и в кукурузном поле с Calderone. Снова показаны сцены с Гагой на её свадьбе, русалка в ванной и Гага, сидящая на стуле у конвейера. Во время гитарного соло Мэя Гагу и группу девушек показывают танцующими в кукурузном поле, одетыми в одинаковые шёлковые белые платья, затем показывают секс русалки Yuyi и ученого. Видео заканчивается русалкой Yuyi и ученым лежащими вместе в ванной, снова показана сцена свадьбы, после вспышки наступает резкое затемнение.

### Отзывы
После того как видео появилось в интернете, оно была встречено положительными отзывами критиков. Многие критики посчитали этот клип лучше клипов Judas и The Edge of Glory.

## Участие в чартах
1 июня 2011 года, через неделю после выпуска альбома, «Yoü and I» достигла 89 места в чарте UK Singles Chart, благодаря цифровым продажам. 3 июня песня достигла 27 позиции в чарте Canadian Hot 100. В чарте Billboard Hot 100 песня дебютировала на 36 месте 11 июня после продажи 83,000 цифровым копий.
21 августа песня «Yoü and I» вернулась в чарт Billboard Hot 100 на 96 месте.

## Исполнение
9 июля 2010 года Леди Гага исполнила песню на белом фортепиано во время своего выступления для программы Today канала NBC. Съёмки проходили на улице посреди Рокфеллеровского центра в Нью-Йорке, где несмотря на дождь, собралась большая аудитория. Предположительно это выступление увидели 18,000-20,000 человек. Перед исполнением она заявила, что песня написана о наиболее важных людях, которых она когда-либо встречала, не раскрывая их имён. Журнал People предположил, что песня могла быть написана о Люке Карле (Lüc Carl), бывшем парне, с которым она помирилась. В пользу этого предположения также может служить умлаут над буквой u.
31 июля 2010 года, во время концерта Monster Ball в Финиксе, Гага высказалась против иммиграционного закона Аризоны под номером SB 1070 (который позволяет всем офицерам полиции штата допрашивать любую подозрительную личность, которую они сочтут за нелегального иммигранта, и заключить в тюрьму любого иностранца, не заботясь ни об одной из четырёх должных форм идентификаций личности) и посвятила «Yoü and I» мальчику, чья семья пострадала от этого закона.
5 мая 2011 года Гага исполнила альбомную версию песни на Шоу Опры Уинфри, используя электро-фортепиано. Фортепиано располагалось примерно на двухметровой высоте от пола, на сплетённой из проволоки стойке в виде туфли на высоком каблуке. Во время исполнения слова песни были слегка изменены и туда были добавлены строчки об Опре. Песня была включена в сет-лист Monster Ball, также песня присутствовала и в специальном выпуске канала HBO, названном Lady Gaga Presents the Monster Ball Tour at Madison Square Garden, который был показан 7 мая 2011 года в США. Исполнение Гагой «Yoü and I» из этого выпуска транслировалось в American Idol на следующую ночь после того, как она руководила четырьмя оставшимися участниками, и через неделю после исполнения кавер-песни Хэйли Рейнхарт. 18 мая 2011 года Гага исполнила акустическую версию песни на Radio 1’s Big Weekend 2011 в Карлайл, Англия. Альбомная версия песни стала третьей на шоу Paul O'Grady Live. Во время исполнения Гага была одета в платье из поздней коллекции Джанни Версаче и играла на макете пожарной лестницы нью-йоркских домов. Райан Лав с портала Digital Spy видел репетицию шоу и сказал, что получил «реальное наслаждение» от голоса Гаги.
На премии MTV Video Music Awards 2011 года Леди Гага стала хэдлайнером. Она исполнила песню в образе Джо Кальдероне, предварительно прочитав монолог об их разрыве с Леди Гагой. Также Гага вручила Бритни Спирс специальную премию имени Майкла Джексона «Признание поколения». После получения премии Бритни и Гага пытались поцеловаться, но не сделали этого.

## Кавер-версии
4 мая 2011 года, за 3 недели до официального релиза, песня была исполнена в десятом сезоне телешоу American Idol участницей Хэли Рейнхарт на одном из своих выступлений эпизода «Songs from Now and Then», в котором исполнялись и песни прошлого и современности, и получила положительные отзывы. Позднее она её записала и выпустила в качестве эксклюзивного сингла для iTunes Store, также эта версия вошла в сборник American Idol Top 5 Season 10.
Песня была предложена Джимми Айовином — главной рекорд-лейбла Гаги. Перед исполнением Рейнхарт получила благословение Гаги. Отзывы на это исполнение были большей частью положительными. 5 мая записанная в студии версия Рейнхарт была выпущена в качестве цифрового сингла для распространения через iTunes Store, также она вошла в сборник American Idol Top 5 Season 10. Критик Брайан Мэнсфилд из газеты USA Today хорошо отозвался о версии Рейнхарт.
Мэшап «Yoü and I» и одноимённой песни американского исполнителя Эдди Рэббита был исполнен в шестом эпизоде третьего сезона музыкального телесериала Хор Уиллом Шустером и Шелби Коркоран, роли которых исполняют Мэтью Моррисон и Идина Мензель соответственно. Кавер-версия была выпущена в качестве сингла посредством цифровой дистрибуции.

## В записи участвовали
- Леди Гага — автор, продюсер, бэк-вокал
- Роберт Джон «Матт» Ланж — продюсер, бэк-вокал, микширование
- Олли Ромо — музыкальное программирование, запись
- Брайан Мэй — гитара
- Том Уэйр — запись
- Горас Уорд — запись
- Джастин Ширли Смит — запись
- Джин Гримальди — мастеринг

Список участников адаптирован из буклета альбома Born This Way.

## Список композций
- Digital download[45]

1. «You and I» (Radio Edit) — 4:06
2. «You and I» (Mark Taylor Radio Edit) — 3:55

- CD single[46]

1. «You and I» (Radio Edit) — 4:07
2. «You and I» (Mark Taylor Radio Edit) — 3:56

- UK 7" Picture Disc[47]

1. «You and I» (Wild Beasts Remix) — 3:51
2. «You and I» (Metronomy Remix) — 4:20

- You and I — The Remixes[48]

1. «You and I» (Wild Beasts Remix) — 3:51
2. «You and I» (Mark Taylor Remix) — 5:02
3. «You and I» (10 Kings Remix) — 4:29
4. «You and I» (ATB Remix) — 8:08
5. «You and I» (Metronomy Remix) — 4:20
6. «You and I» (Danny Verde Remix) — 7:48
7. «You and I» (Hector Fonseca Remix) — 8:03

## Charts and certifications
| Чарт (2011-12)               | Место |
| ---------------------------- | ----- |
| Australian Singles Chart     | 14    |
| Austrian Singles Chart       | 8     |
| Belgian Tip Chart (Flanders) | 4     |
| Belgian Tip Chart (Wallonia) | 4     |
| Brazilian Hot 100 Airplay    | 19    |
| Canadian Hot 100             | 10    |
| Croatian Airplay Radio Chart | 3     |
| Czech Airplay Chart          | 26    |
| French Singles Chart         | 98    |
| German Singles Chart         | 21    |
| Hungarian Airplay Chart      | 24    |
| Irish Singles Chart          | 32    |
| Israeli Airplay Chart        | 5     |
| Italian Singles Chart        | 19    |
| Japan Hot 100                | 8     |
| Netherlands Single Top 100   | 83    |
| New Zealand Singles Chart    | 5     |
| Scottish Singles Chart       | 18    |
| Slovak Airplay Chart         | 18    |
| Swiss Singles Chart          | 32    |
| UK Singles Chart             | 23    |
| US Billboard Hot 100         | 6     |
| US Adult Contemporary        | 15    |
| US Adult Pop Songs           | 6     |
| US Hot Dance Club Songs      | 1     |
| US Pop Songs                 | 7     |

| Страна         | Сертификат |
| -------------- | ---------- |
| Австралия      | золотой    |
| Новая Зеландия | золотой    |

| Чарт (2011)                  | Место |
| ---------------------------- | ----- |
| Canadian Hot 100             | 65    |
| Croatian Airplay Radio Chart | 45    |
| UK Singles Chart             | 170   |
| US Billboard Hot 100         | 71    |
| US Adult Pop Songs           | 41    |
| US Hot Dance Club Songs      | 45    |
| US Pop Songs                 | 45    |

## Даты выпуска
| Страна         | Дата             | Формат                         |
| -------------- | ---------------- | ------------------------------ |
| США            | 23 августа 2011  | Mainstream radio               |
| США            | 20 сентября 2011 | Digital Download — The Remixes |
| Великобритания | 18 сентября 2011 | Digital download               |
| Великобритания | 26 сентября 2011 | 7" Picture disc                |
| Германия       | 30 сентября 2011 | CD single                      |